# NGC 837
NGC 837 ist eine Spiralgalaxie vom Hubble-Typ Sb im Sternbild Walfisch südlich des Himmelsäquators. Sie ist schätzungsweise 248 Millionen Lichtjahre von der Milchstraße entfernt und hat einen Durchmesser von etwa 65.000 Lj. 

Im selben Himmelsareal befinden sich u. a. die Galaxien NGC 836, NGC 849, NGC 858. 
Das Objekt wurde im Jahr 1886 von dem US-amerikanischen Astronomen Francis Leavenworth entdeckt.